# Ронан Обвинувач
Ронан Обвинувач (англ. Ronan the Accuser) — персонаж з коміксів американського видавництва Marvel Comics, представник раси Кріі, якого вигадали Стен Лі та Джек Кірбі. Частіше всього предстає ворогом Фантастичної Четвірки.

## Історія публікацій
Ронан Обвинувач створений Стеном Лі і Джеком Кірбі в 1967 році і вперше з'явився в Fantastic Four vol. 1 № 65.
Персонаж повернувся в Captain Marvel vol.1 і грав важливу роль у війні Крі і Скруллів в Avengers vol.1 № 88-97. Після появи в Ms. Marvel vol.1 і Silver Surfer vol.3 Ронан повертається в кросовері Galactic Storm в 1992 році.
Ронан з'являється в Fantastic Four vol.3 № 13-14 і Iron Man vol.3 № 14 після чого грав головну роль в кросовері Maximum Security в січні 2001 року.
Протягом історії Annihilation в 2006 році Ронан з'являється у чотирьох випусках власної мінісерії, написаної Саймоном Фурманом, і грає одну з головних ролей у Annihilation № 1-6. Пізніше він з'являється в сіквелі Annihilation Conquest № 1-6 та Annihilation Conquest: Wraith № 1-4 в 2007 році.
Після того, як його показали в Secret Invasion: War of Kings Ронан з'являється в War of Kings № 1-6 (2009) і Realm of Kings: Inhumans № 1-4. Після появи в The Thanos Imperative № 1-6 (2010) Ронан стає членом великої команди в Annihilators № 1-4 (2011) і Annihilators: Earthfall № 1-4 (вересень-грудень 2011).

## Біографія
Ронан був народжений на планеті Хала, столиці Імперії Кріі. Ронан довгий час вивчав закони й ієрархію своєї Імперії, після чого приєднався до Обвинувачів - вищих чинів Імперії Кріі, ставши відомим як "Ронан Обвинувач". Зрештою він став третім найпотужнішим представником кріанців. Ронан добивався надзвичайних успіхів у своїй роботі й тому вже скоро очолив Обвинувачів.
В першому коміксі, де Обвинувач з'явився, він вирушив на землю після знищення кріанського робота-сторожа Фантастичною Четвіркою. Четвірка перемогла Ронана й він вирішив слідкувати за Землею та подіями на ній.
Пізніше, разом із Зареком, Ронан бере лідерство над Імперією Кріі в свої руки, не бажаючи бачити біля влади штучний інтелект. Проте вже скоро Обвинувача перемагає Рік Джонс, після чого до влади над Імпперією повертається Абсолютний Інтелект.
Інтелект, отримавши владу назад, взяв під контроль розум Ронана й змусив переслідувати Мар-Велла. Проте через деякий час кріанець звільнився від впиву й повернувся до посади верховного Обвинувача. Під час другої війни між Імперією Кріі та Скруллами, Ронан убив Скрулла-Срібного Серфера.
Коли кріанці зробили з Землі в'язницю, Ронан став її наглядачем. В той же час Абсолютний Інтелект вирішив знищити Галактичну раду за допомогою сил планети Его. Обвинувач теж вирішує використати сили Его, проте вже для захоплення влади в Імперії. Але Містер Фантастик, Залізна Людина, Генк Пім і Брюс Беннер руйнують його плани.

## Сили і здібності
Ронан володіє надлюдською силою, витривалістю, швидкістю і рефлексами, які посилюються завдяки технологіям його броні. Він володіє підвищеним опором до отрут, токсинів і хвороб і підвищеною стійкістю, яка дозволяє витримувати удари персонажів 100-тонного рівня. Так само він здатний створювати локалізовані чорні діри, які паралізують поля і «бульбашки» тимчасових аномалій, випускати енергетичні промені з очей.
Майстерно володіє рукопашним боєм і володіє високим досвідом в області тактики і стратегії, чудово володіє зброєю ближнього бою. Навички лідерства допомогли йому очолити Кріі під час Анігіляції. Також володіє високими розумовими здібностями. Є представником високотехнологічної цивілізації, яка обійшла земну у розвитку на тисячоліття. Досконало володіє юриспруденцією Кріі, оскільки є громадським обвинувачем (Головним правоохоронним органом в імперії Кріі).
Ронан використовує бойовий молот, названий «Всесвітньою зброєю Кріі», що має величезний руйнівний потенціал і значно підвищує перелік здібностей Ронана, який включає в себе створення найпотужнішого виплеску енергії спрямованої дії, генерація силових полів, заморожування, політ і молекулярний контроль.
Також, Ронан показав чималу силу, перемігши, а потім і убивши одного з генералів армії Таноса — Чорного Карлика (англ. Black Dwarf) — під час подій серії Нескінченність (англ. Infinity).

## Інші версії

### Ultimate Marvel
У всесвіті Ultimate Ронан Обвинувач є сином Таноса і підтримує його імперію. Він зазнає поразки від Істоти.
У сюжетній лінії Hunger з'являється інший варіант Ронана, що називає себе Ро-Нан. Він командує армією Кріі в боротьбі з Чітаурі. Під час зустрічі двох народів з'являється Галактус. Ро-нан був убитий в Hunger #3.

### JLA/Avengers
Ронан з'являється в кросовері JLA/Avengers, як частина армії Крони. Його переміг Капітан Марвел з всесвіту DC.

## Поза коміксами

### Мультсеріали
- Ронан з'являється як камео в серії «Радикальне правосуддя» мультсеріалу «Срібний Серфер».
- Ронан, озвучений Майком Добсоном з'являється в серіях «Суд вогнем», «Анігіляція» і «Битва чемпіонів» мультсеріалу «Фантастична четвірка: Найбільші герої світу».
- Ронан з'являється в комедійному мультсеріалі «Загін супергероїв».
- Ронан, озвучений Кейтом Сзарабажка, з'являється в серіях «Ласкаво просимо в Імперію Кріі» і «Операція: Галактичний шторм» мультсеріалу «Месники. Найбільші герої Землі».
- Ронан з'являється у мультсеріалі «Галк і агенти У. Д.А. Р.А.» в епізоді «Планета Халка».
- Ронан з'являється у мультсеріалі «Вартові галактики»

### Фільми

Лі Пейс у ролі Ронана

- Лі Пейс зіграв Ронана у фільмі «Вартові Галактики» 2014 року, де він є головним антагоністом[6]. За сюжетом він є фанатиком Кріі, який ігнорує мирний договір раси з Зандером. Ронан укладає союз з Таносом, пообіцявши йому принести сферу — артефакт, в обмін на те, що Танос знищить Зандер. Коли Зоряний Лицар викрадає артефакт, Ронан посилає Ґамору повернути його. Після її зради він починає переслідувати Вартових Галактики. Отримавши артефакт, він визнає в ньому Камінь сили і розриває свою угоду з Таносом. Ронан має намір знищити Зандером, а після цього розібратися з Таносом особисто. Він знищує корпус Нова і стикається віч-на-віч із Вартовими Галактики, які руйнують його корабель. Ронан готується зруйнувати Зандер, однак його відволікає Зоряний Лицар, в той час як Єнот Ракета і Дракс Руйнівник знищують його молот. Вартовим вдається впоратися з силою сфери і використати її, щоб знищити Ронана.
- Лі Пейс повернувся до Ролі Ронана у фільмі «Капітан Марвел», події якого відбуваються в 90-ті. За сюжетом він переслідував Камінь Простору і расу Скруллів. У кінці фільму він разом із командою Старфорс прилетів до Землі, щоб знищити планету разом зі Скруллами та Керол Денверс, проте дівчині вдалося розгромити кораблі Кріі, після чого Ронан відступив.

### Відеоігри
- Ронан з'являється як допоміжний персонаж гри «Bad in Galactic Storm» 1995 року.
- Ронан — один з відкритих персонажів гри «Lego Marvel Super Heroes», де його озвучує Джон ДіМаджіо.
- У «Marvel: Avengers Alliance» Ронан є антагоністом.
- Ронан є персонажем в грі «Marvel: Avengers Alliance Tactics».
- У «Disney Infinity: Marvel Super Heroes» Ронан є ігровим персонажем.
- Marvel Future Fight — є персонажем універсального класу.
- Marvel Contest of Champions — є персонажем класу космос.